# Aron Espinoza
Yeremi Aron Espinoza Velarde (Lima, 12 de noviembre de 1974) es un empresario y político peruano. Es regidor de la Municipalidad de Lima desde el 1 de enero del 2023 y fue congresista de la república durante el periodo 2020-2021.

## Biografía
Nació en la ciudad de Lima, el 12 de noviembre de 1974.
Laboró como gerente general de diversas empresas. Es propietario y fundador de diversas cadena de policlínicos en la ciudad de Lima.
Está casado con Digna Calle, quien actualmente es congresista de la república.

## Carrera política
Fue miembro del partido Solidaridad Nacional desde el año 2014 hasta el 2017. Es también miembro de la marcha conservadora “Con mis hijos no te metas”.

### Congresista de la República
En el año 2019 se afilió al partido Podemos Perú de José Luna Gálvez, y luego postuló al Congreso de la República en las elecciones parlamentarias del 2020 por la lista electoral de Lima Metropolitana. Espinoza fue elegido como congresista de la república, obteniendo 110,790 votos, y juramentó para completar el disuelto periodo parlamentario 2016-2021.
Durante su labor parlamentaria, Espinoza fue defensor de los aportantes de la ONP, AFP y del FONAVI.
En noviembre del 2020, Espinoza, al igual que los 105 congresista, votó a favor de los 2 procesos de vacancia contra el expresidente Martín Vizcarra.

### Regidor de Lima
Tras culminar su gestión como congresista, Espinoza luego se presenta como candidato a regidor de la Municipalidad de Lima por Podemos Perú en las elecciones municipales del año 2022 y fue elegido para el periodo 2023-2026. En su gestión es opositor a Rafael López Aliaga.